# NK Šijana
NK Šijana je bivši nogometni klub iz Pule. 

## Povijest
Klub je imao natjecateljske kategorije juniora i seniora.Grb kluba je bila djetelina s četiri lista, boja kluba je bila zelena.
Dok je seniorski sastav već godinama igrao u općinskoj ligi,osvajanjem prvog mjesta iste te ulaskom u viši rang natjecanja, nastala je potreba za juniorskom ekipom kako su pravila nalagala. Tako se 1.971. Godine oformio juniorski sastav.Prvi trener juniora Luka Maričić, zatim Bruno Bužleta dugi niz godina. Seniorski treneri su bili između ostalih Luka Maričić,Silvano Faraguna,Mile Grahovac,Adriano Beli, i drugi. U početku su se utakmice igrale na nekadašnjem igralištu gdje je sada parkiralište u bivšoj vojarni Karlo Rojc u Puli, kasnije na igralištu Karbunina, nekad odlagalištem ugljene šljake, danas pomoćnom igralištu stadiona Aldo Drozina. Šijana je 80-ih godina bila u vrhu Pulskog nogometa, čak je i 1984/85 osvojila prvo mjesto u Istarskoj regionalnoj ligi, no zbog financijskih problema a i zbog nedostatka vlastitog igrališta, odlazak u viši rang je prepustila NK Pazinka Pazin.Klub se počeo gasiti krajem 80-ih. 
Regional Express (REX): Legenda o NK Staklar, 28. travnja 2009. (pristupljeno 2. srpnja 2015.)</ref>
Sport Istra - Istarski sport online  Arhivirana inačica izvorne stranice od 2. srpnja 2015. (Wayback Machine) NM: NK Staklar, legenda koja živi (pristupljeno 2. srpnja 2015.)</ref>

## Vanjske poveznice
- Regional Express Karbunina dobila travu (foto)